# Wyścig Niemiec WTCC 2011
Wyścig Niemiec WTCC 2011 – ósma runda World Touring Car Championship w sezonie 2011 i siódmy z kolei Wyścig Niemiec. Rozegrał się on w dniach 30-31 lipca 2011 na torze Motorsport Arena Oschersleben we wschodniej części miasta Oschersleben w Niemczech. W pierwszym wyścigu zwyciężył Yvan Muller z Chevroleta, a w drugim najstarszy w stawce Franz Engstler z własnego, prywatnego zespołu Liqui Moly Team Engstler.

## Wypowiedzi zwycięzców
To był ciężki wyścig ze szybko zmieniającym się naciskiem. Kiedy zobaczyłem Roba poza [torem] odprężyłem się trochę, ale to było za dużo. Mój samochód był ustawiony pod całkowicie mokry tor i kiedy zaczął schnąć Rob był zdolny do zmniejszenia straty. Kiedy ponownie zobaczyłem go zbliżającego się było ciężko znów wrócić do dobrego tempa. Ale powiedziałem sobie, że nie chcę tego skończyć tak jak w Porto...

Przede wszystkim muszę podziękować mojemu zespołowi, gdyż wykonali świetną pracę, żeby naprawić mój samochód po wypadku w pierwszym wyścigu. To był wspaniały dzień, wygranie mojego pierwszego wyścigu WTCC tutaj, w Niemczech, było fantastycznym przeżyciem. Było to również ważne dla BMW gdyż udowodniliśmy, że możemy rywalizować z Chevroletem. Miejmy nadzieję, że możemy kontynuować tę drogę w następnych wyścigach.

## Lista startowa
| Nr | Kierowca           | Zespół                      | Samochód             | Klasa |
| -- | ------------------ | --------------------------- | -------------------- | ----- |
| 1  | Yvan Muller        | Chevrolet                   | Chevrolet Cruze 1.6T | M     |
| 2  | Robert Huff        | Chevrolet                   | Chevrolet Cruze 1.6T | M     |
| 3  | Gabriele Tarquini  | Lukoil – SUNRED             | SUNRED SR León 1.6T  | M     |
| 4  | Aleksiej Dudukało  | Lukoil – SUNRED             | SUNRED SR León 1.6T  | MY    |
| 5  | Norbert Michelisz  | Zengő-Dension Team          | BMW 320 TC           | MY    |
| 7  | Fredy Barth        | SEAT Swiss Racing by SUNRED | SUNRED SR León 1.6T  | MY    |
| 8  | Alain Menu         | Chevrolet                   | Chevrolet Cruze 1.6T | M     |
| 9  | Darryl O’Young     | Bamboo Engineering          | Chevrolet Cruze 1.6T | MY    |
| 10 | Yukinori Taniguchi | Bamboo Engineering          | Chevrolet Cruze 1.6T | MY    |
| 11 | Kristian Poulsen   | Liqui Moly Team Engstler    | BMW 320 TC           | MY    |
| 12 | Franz Engstler     | Liqui Moly Team Engstler    | BMW 320 TC           | MY    |
| 13 | İbrahim Okyay      | Borusan Otomotiv Motorsport | BMW 320si            | MYJ   |
| 15 | Tom Coronel        | ROAL Motorsport             | BMW 320 TC           | M     |
| 17 | Michel Nykjær      | SUNRED Engineering          | SUNRED SR León 1.6T  | MY    |
| 18 | Tiago Monteiro     | SUNRED Engineering          | SUNRED SR León 1.6T  | M     |
| 20 | Javier Villa       | Proteam Racing              | BMW 320 TC           | MY    |
| 21 | Fabio Fabiani      | Proteam Racing              | BMW 320si            | MYJ   |
| 25 | Mehdi Bennani      | Proteam Racing              | BMW 320 TC           | MY    |
| 26 | Stefano D'Aste     | Wiechers-Sport              | BMW 320 TC           | MY    |
| 30 | Robert Dahlgren    | Polestar Racing             | Volvo C30 Drive      | M     |
| 74 | Pepe Oriola        | SUNRED Engineering          | SUNRED SR León 1.6T  | MY    |
| Nr | Kierowca           | Zespół                      | Samochód             | Klasa |

| Symbol | Klasa                                   |
| ------ | --------------------------------------- |
| M      | Producent (Manufacturers' Championship) |
| Y      | Niezależny (Yokohama Trophy)            |
| J      | Specyfikacja 2010 (Jay-Ten Trophy)      |

## Wyniki

### Sesje treningowe
| Sesja | Nr | Kierowca    | Zespół    | Samochód             | Czas     | Okr. |
| ----- | -- | ----------- | --------- | -------------------- | -------- | ---- |
| 1     | 1  | Yvan Muller | Chevrolet | Chevrolet Cruze 1.6T | 1:49,668 | 14   |
| 2     | 2  | Robert Huff | Chevrolet | Chevrolet Cruze 1.6T | 1:34,741 | 12   |

### Kwalifikacje
| Poz.    | Nr      |         | Kierowca           | Zespół                      | Samochód             | Q1       | Q2       | Poz. s. R1 | Poz. s. R2 |
| II etap | II etap | II etap | II etap            | II etap                     | II etap              | II etap  | II etap  | II etap    | II etap    |
| ------- | ------- | ------- | ------------------ | --------------------------- | -------------------- | -------- | -------- | ---------- | ---------- |
| 1       | 1       |         | Yvan Muller        | Chevrolet                   | Chevrolet Cruze 1.6T | 1:35,075 | 1:33,712 | 1          | 9          |
| 2       | 30      |         | Robert Dahlgren    | Polestar Racing             | Volvo C30 Drive      | 1:34,886 | 1:34,215 | 2          | 10         |
| 3       | 2       |         | Robert Huff        | Chevrolet                   | Chevrolet Cruze 1.6T | 1:35,417 | 1:34,290 | 3          | 7          |
| 4       | 3       |         | Gabriele Tarquini  | Lukoil – SUNRED             | SUNRED SR León 1.6T  | 1:35,424 | 1:34,519 | 4          | 6          |
| 5       | 15      |         | Tom Coronel        | ROAL Motorsport             | BMW 320 TC           | 1:35,281 | 1:34,635 | 5          | 8          |
| 6       | 8       |         | Alain Menu         | Chevrolet                   | Chevrolet Cruze 1.6T | 1:35,459 | 1:34,673 | 6          | 5          |
| 7       | 5       | Y       | Norbert Michelisz  | Zengő-Dension Team          | BMW 320 TC           | 1:35,556 | 1:34,884 | 7          | 3          |
| 8       | 17      | Y       | Michel Nykjær      | SUNRED Engineering          | SUNRED SR León 1.6T  | 1:35,522 | 1:35,260 | 8          | 4          |
| 9       | 12      | Y       | Franz Engstler     | Liqui Moly Team Engstler    | BMW 320 TC           | 1:35,621 | 1:35,370 | 9          | 1          |
| 10      | 18      |         | Tiago Monteiro     | SUNRED Engineering          | SUNRED SR León 1.6T  | 1:35,610 | 1:35,501 | 10         | 2          |
| I etap  |         |         |                    |                             |                      |          |          |            |            |
| 11      | 9       | Y       | Darryl O’Young     | Bamboo Engineering          | Chevrolet Cruze 1.6T | 1:35,633 | –        | 11         | 11         |
| 12      | 26      | Y       | Stefano D'Aste     | Wiechers-Sport              | BMW 320 TC           | 1:35,656 | –        | 12         | 12         |
| 13      | 25      | Y       | Mehdi Bennani      | Proteam Racing              | BMW 320 TC           | 1:35,724 | –        | 13         | 13         |
| 14      | 11      | Y       | Kristian Poulsen   | Liqui Moly Team Engstler    | BMW 320 TC           | 1:35,730 | –        | 19         | 14         |
| 15      | 74      | Y       | Pepe Oriola        | SUNRED Engineering          | SUNRED SR León 1.6T  | 1:35,903 | –        | 14         | 15         |
| 16      | 7       | Y       | Fredy Barth        | SEAT Swiss Racing by SUNRED | SUNRED SR León 1.6T  | 1:35,932 | –        | 15         | 16         |
| 17      | 20      | Y       | Javier Villa       | Proteam Racing              | BMW 320 TC           | 1:36,071 | –        | 16         | 17         |
| 18      | 10      | Y       | Yukinori Taniguchi | Bamboo Engineering          | Chevrolet Cruze 1.6T | 1:36,657 | –        | 17         | 18         |
| 19      | 4       | Y       | Aleksiej Dudukało  | Lukoil – SUNRED             | SUNRED SR León 1.6T  | 1:36,666 | –        | 18         | 19         |
| 20      | 13      | Y       | İbrahim Okyay      | Borusan Otomotiv Motorsport | BMW 320si            | 1:38,113 | –        | 20         | 20         |
|         | 21      | Y       | Fabio Fabiani      | Proteam Racing              | BMW 320si            | 1:41,754 | –        | 21         | 21         |
| Poz.    | Nr      |         | Kierowca           | Zespół                      | Samochód             | Q1       | Q2       | Poz. s. R1 | Poz. s. R2 |

#### Warunki atmosferyczne[3]
| Temperatura toru      | 18 °C |
| Temperatura powietrza | 16 °C |
| Słońce                | nie   |
| Opady deszczu         | nie   |
| Sucho                 |       |

### Wyścig 1
| Poz.              | +/- | Nr |   | Kierowca           | Zespół                      | Samochód             | Okr. | Czas/Strata | Pkt. | Komentarz            |
| ----------------- | --- | -- | - | ------------------ | --------------------------- | -------------------- | ---- | ----------- | ---- | -------------------- |
| 1                 |     | 1  |   | Yvan Muller        | Chevrolet                   | Chevrolet Cruze 1.6T | 14   | 25:54,624   | 25   |                      |
| 2                 | 1   | 2  |   | Robert Huff        | Chevrolet                   | Chevrolet Cruze 1.6T | 14   | +0,289      | 18   |                      |
| 3                 | 1   | 3  |   | Gabriele Tarquini  | Lukoil – SUNRED             | SUNRED SR León 1.6T  | 14   | +13,810     | 15   |                      |
| 4                 | 2   | 30 |   | Robert Dahlgren    | Polestar Racing             | Volvo C30 Drive      | 14   | +14,665     | 12   |                      |
| 5                 | 1   | 8  |   | Alain Menu         | Chevrolet                   | Chevrolet Cruze 1.6T | 14   | +18,578     | 10   |                      |
| 6                 | 6   | 26 | Y | Stefano D'Aste     | Wiechers-Sport              | BMW 320 TC           | 14   | +25,058     | 8    |                      |
| 7                 | 1   | 17 | Y | Michel Nykjær      | SUNRED Engineering          | SUNRED SR León 1.6T  | 14   | +33,795     | 6    |                      |
| 8                 | 6   | 74 | Y | Pepe Oriola        | SUNRED Engineering          | SUNRED SR León 1.6T  | 14   | +34,362     | 4    |                      |
| 9                 | 9   | 4  | Y | Aleksiej Dudukało  | Lukoil – SUNRED             | SUNRED SR León 1.6T  | 14   | +43,187     | 2    |                      |
| 10                | 5   | 15 |   | Tom Coronel        | ROAL Motorsport             | BMW 320 TC           | 14   | +45,665     | 1    |                      |
| 11                | 2   | 25 | Y | Mehdi Bennani      | Proteam Racing              | BMW 320 TC           | 14   | +46,105     |      |                      |
| 12                | 4   | 20 | Y | Javier Villa       | Proteam Racing              | BMW 320 TC           | 14   | +46,328     |      |                      |
| 13                | 6   | 11 | Y | Kristian Poulsen   | Liqui Moly Team Engstler    | BMW 320 TC           | 14   | +46,627     |      |                      |
| 14                | 3   | 9  | Y | Darryl O’Young     | Bamboo Engineering          | Chevrolet Cruze 1.6T | 14   | +46,919     |      |                      |
| 15                | 8   | 5  | Y | Norbert Michelisz  | Zengő-Dension Team          | BMW 320 TC           | 14   | +47,560     |      |                      |
| 16                | 7   | 12 | Y | Franz Engstler     | Liqui Moly Team Engstler    | BMW 320 TC           | 14   | +55,237     |      |                      |
| 17                |     | 10 | Y | Yukinori Taniguchi | Bamboo Engineering          | Chevrolet Cruze 1.6T | 14   | +1:29,885   |      |                      |
| 18                | 2   | 13 | Y | İbrahim Okyay      | Borusan Otomotiv Motorsport | BMW 320si            | 14   | +1:52,554   |      |                      |
| 19                | 2   | 21 | Y | Fabio Fabiani      | Proteam Racing              | BMW 320si            | 13   | +1 okr.     |      |                      |
| Niesklasyfikowani |     |    |   |                    |                             |                      |      |             |      |                      |
|                   |     | 18 |   | Tiago Monteiro     | SUNRED Engineering          | SUNRED SR León 1.6T  | 7    |             |      | przebita opona       |
|                   |     | 7  | Y | Fredy Barth        | SEAT Swiss Racing by SUNRED | SUNRED SR León 1.6T  | 5    |             |      | ukończył, alternator |
| Poz.              | +/- | Nr |   | Kierowca           | Zespół                      | Samochód             | Okr. | Czas/Strata | Pkt. | Komentarz            |

#### Najszybsze okrążenie
| Nr | Kierowca    | Zespół    | Samochód             | Czas     | Okr. |
| -- | ----------- | --------- | -------------------- | -------- | ---- |
| 2  | Robert Huff | Chevrolet | Chevrolet Cruze 1.6T | 1:49,734 | 10   |

#### Warunki atmosferyczne[3]
| Temperatura toru      | 16 °C |
| Temperatura powietrza | 13 °C |
| Słońce                | nie   |
| Opady deszczu         | tak   |
| Mokro                 |       |

### Wyścig 2
| Poz.              | +/- | Nr |   | Kierowca           | Zespół                      | Samochód             | Okr. | Czas/Strata | Pkt. | Komentarz           |
| ----------------- | --- | -- | - | ------------------ | --------------------------- | -------------------- | ---- | ----------- | ---- | ------------------- |
| 1                 |     | 12 | Y | Franz Engstler     | Liqui Moly Team Engstler    | BMW 320 TC           | 15   | 25:05,708   | 25   |                     |
| 2                 | 3   | 8  |   | Alain Menu         | Chevrolet                   | Chevrolet Cruze 1.6T | 15   | +0,750      | 18   |                     |
| 3                 | 3   | 3  |   | Gabriele Tarquini  | Lukoil – SUNRED             | SUNRED SR León 1.6T  | 15   | +2,361      | 15   |                     |
| 4                 | 4   | 15 |   | Tom Coronel        | ROAL Motorsport             | BMW 320 TC           | 15   | +2,392      | 12   |                     |
| 5                 | 4   | 1  |   | Yvan Muller        | Chevrolet                   | Chevrolet Cruze 1.6T | 15   | +3,117      | 10   |                     |
| 6                 | 1   | 2  |   | Robert Huff        | Chevrolet                   | Chevrolet Cruze 1.6T | 15   | +3,816      | 8    |                     |
| 7                 | 3   | 30 |   | Robert Dahlgren    | Polestar Racing             | Volvo C30 Drive      | 15   | +4,310      | 6    |                     |
| 8                 | 6   | 18 |   | Tiago Monteiro     | SUNRED Engineering          | SUNRED SR León 1.6T  | 15   | +8,762      | 4    |                     |
| 9                 | 3   | 26 | Y | Stefano D'Aste     | Wiechers-Sport              | BMW 320 TC           | 15   | +9,286      | 2    |                     |
| 10                | 7   | 20 | Y | Javier Villa       | Proteam Racing              | BMW 320 TC           | 15   | +12,352     | 1    |                     |
| 11                |     | 9  | Y | Darryl O’Young     | Bamboo Engineering          | Chevrolet Cruze 1.6T | 15   | +15,585     |      |                     |
| 12                | 3   | 74 | Y | Pepe Oriola        | SUNRED Engineering          | SUNRED SR León 1.6T  | 15   | +17,167     |      |                     |
| 13                | 7   | 13 | Y | İbrahim Okyay      | Borusan Otomotiv Motorsport | BMW 320si            | 15   | +44,757     |      |                     |
| 14                | 4   | 10 | Y | Yukinori Taniguchi | Bamboo Engineering          | Chevrolet Cruze 1.6T | 15   | +47,098     |      |                     |
| 15                | 4   | 4  | Y | Aleksiej Dudukało  | Lukoil – SUNRED             | SUNRED SR León 1.6T  | 15   | +1:04,582   |      | kara +30 sekund     |
| 16                | 5   | 21 | Y | Fabio Fabiani      | Proteam Racing              | BMW 320si            | 15   | +1:30,934   |      |                     |
| 17                | 13  | 17 | Y | Michel Nykjær      | SUNRED Engineering          | SUNRED SR León 1.6T  | 11   | +4 okr.     |      |                     |
| Niesklasyfikowani |     |    |   |                    |                             |                      |      |             |      |                     |
|                   |     | 5  | Y | Norbert Michelisz  | Zengő-Dension Team          | BMW 320 TC           | 10   |             |      | kolizja z barierą   |
|                   |     | 7  | Y | Fredy Barth        | SEAT Swiss Racing by SUNRED | SUNRED SR León 1.6T  | 7    |             |      | kolizja z Dudukało  |
|                   |     | 25 | Y | Mehdi Bennani      | Proteam Racing              | BMW 320 TC           | 0    |             |      | kolizja z Poulsenem |
|                   |     | 11 | Y | Kristian Poulsen   | Liqui Moly Team Engstler    | BMW 320 TC           | 0    |             |      | kolizja z Bennanim  |
| Poz.              | +/- | Nr |   | Kierowca           | Zespół                      | Samochód             | Okr. | Czas/Strata | Pkt. | Komentarz           |

#### Najszybsze okrążenie
| Nr | Kierowca    | Zespół          | Samochód   | Czas     | Okr. |
| -- | ----------- | --------------- | ---------- | -------- | ---- |
| 15 | Tom Coronel | ROAL Motorsport | BMW 320 TC | 1:36,185 | 6    |

#### Warunki atmosferyczne[3]
| Temperatura toru      | 16 °C |
| Temperatura powietrza | 13 °C |
| Słońce                | nie   |
| Opady deszczu         | nie   |
| Sucho                 |       |

## Klasyfikacja po rundzie

### Kierowcy
| Poz. | +/- | Kierowca            | Starty | Punkty | P1 | P2 | P3 | PP | NO | NS | DK | NW |
| ---- | --- | ------------------- | ------ | ------ | -- | -- | -- | -- | -- | -- | -- | -- |
| 1    |     | Robert Huff         | 16     | 289    | 6  | 4  | 1  | 3  | 7  | –  | –  | –  |
| 2    |     | Yvan Muller         | 16     | 283    | 5  | 6  | 2  | 3  | 4  | 1  | –  | –  |
| 3    |     | Alain Menu          | 16     | 220    | 3  | 3  | 3  | 3  | 1  | 1  | –  | –  |
| 4    | 1   | Gabriele Tarquini   | 16     | 145    | 1  | –  | 3  | 1  | –  | 2  | –  | –  |
| 5    | 1   | Tom Coronel         | 15     | 137    | –  | 2  | –  | 1  | 1  | 1  | –  | 1  |
| 6    |     | Tiago Monteiro      | 16     | 105    | –  | –  | 3  | 1  | –  | 3  | –  | –  |
| 7    | 3   | Franz Engstler      | 16     | 68     | 1  | –  | 1  | 1  | –  | 2  | –  | –  |
| 8    | 1   | Norbert Michelisz   | 14     | 66     | –  | 1  | –  | –  | 2  | 2  | –  | –  |
| 9    | 1   | Kristian Poulsen    | 16     | 59     | –  | –  | 1  | –  | –  | 3  | –  | –  |
| 10   | 3   | Robert Dahlgren     | 16     | 54     | –  | –  | –  | –  | –  | 1  | –  | –  |
| 11   | 2   | Javier Villa        | 16     | 45     | –  | –  | 1  | –  | 1  | 1  | –  | –  |
| 12   | 1   | Darryl O’Young      | 16     | 43     | –  | –  | –  | –  | –  | 2  | –  | –  |
| 13   | 1   | Michel Nykjær       | 15     | 43     | –  | –  | –  | 1  | –  | 2  | –  | 1  |
| 14   |     | Carlos "Cacá" Bueno | 2      | 25     | –  | –  | 1  | –  | –  | –  | –  | –  |
| 15   | 5   | Stefano D'Aste      | 4      | 11     | –  | –  | –  | 1  | –  | –  | –  | –  |
| 16   | 1   | Fredy Barth         | 15     | 7      | –  | –  | –  | –  | –  | 6  | –  | 1  |
| 17   | 1   | Pepe Oriola         | 16     | 6      | –  | –  | –  | –  | –  | 1  | –  | –  |
| 18   | 1   | Aleksiej Dudukało   | 16     | 4      | –  | –  | –  | –  | –  | 3  | –  | –  |
| 19   | 3   | Mehdi Bennani       | 15     | 4      | –  | –  | –  | 1  | –  | 2  | –  | 1  |
| 20   | 1   | Colin Turkington    | 2      | 2      | –  | –  | –  | –  | –  | –  | –  | –  |
| 21   |     | Yukinori Taniguchi  | 16     | 0      | –  | –  | –  | –  | –  | –  | 1  | –  |
| 22   |     | Fabio Fabiani       | 12     | 0      | –  | –  | –  | –  | –  | 2  | 2  | –  |
| 23   | 2   | İbrahim Okyay       | 4      | 0      | –  | –  | –  | –  | –  | –  | –  | –  |
| 24   | 1   | Marchy Lee          | 5      | 0      | –  | –  | –  | –  | –  | 1  | –  | 1  |
| 25   | 1   | Urs Sonderegger     | 6      | 0      | –  | –  | –  | –  | –  | 1  | –  | 2  |
| Poz. | +/- | Kierowca            | Starty | Punkty | P1 | P2 | P3 | PP | NO | NS | DK | NW |

### Producenci
| Poz. | +/- | Producent                      | Starty | Punkty | P1 | P2 | P3 | PP | NO | NS | DK | NW |
| ---- | --- | ------------------------------ | ------ | ------ | -- | -- | -- | -- | -- | -- | -- | -- |
| 1    |     | Chevrolet                      | 16     | 648    | 14 | 13 | 7  | 9  | 12 | 4  | 1  | –  |
| 2    |     | BMW Customer Racing Teams      | 16     | 381    | 1  | 3  | 3  | 4  | 4  | 15 | 2  | 5  |
| 3    |     | SR Customer Racing             | 16     | 357    | 1  | –  | 6  | 3  | –  | 17 | –  | 2  |
| 4    |     | Volvo Polestar Evaluation Team | 16     | 112    | –  | –  | –  | –  | –  | 1  | –  | –  |
| Poz. | +/- | Producent                      | Starty | Punkty | P1 | P2 | P3 | PP | NO | NS | DK | NW |